# 유니버설 플래시 스토리지
유니버설 플래시 스토리지(Universal Flash Storage, UFS)는 디지털 카메라, 휴대전화, 전자제품을 위한 플래시 스토리지 사양이다.
플래시 메모리 스토리지에 더 높은 데이터 전송 속도와 향상된 신뢰성을 가져다주는 한편 시장에서의 혼란을 줄이고 여러 종류의 카드의 각기 다른 어댑터의 필요성을 제거하는 것이 목적이다.

## 역사
UFS는 2007년 삼성전자, 마이크론, 노키아 등이 표준화에 합의하면서 개발 활동이 시작됐고 2010년 UFS협회(UFSA) 설립 이후 참여 업체들이 늘어나고 있다.
기존의 마이크로 SD 카드 보다 읽기 속도는 5배, 쓰기 속도는 2.2배 빠르며, UFS 카드 슬롯에 마이크로 SD 카드를 사용할 수도 있다.
2013년 발표된 UFS 2.0 사양은 기존 eMMC 플래시가 단일 레인 병렬 버스를 사용한 것과는 달리 다중 레인 직렬 버스를 사용한다. 이를 통해 초당 처리량을 600Mbps까지 끌어 올렸는데, 2개의 직렬 레인을 사용할 수 있기 때문에 최고 12Gbps의 성능을 제공한다. UFS 2.0은 대부분의 2.5인치 SSD에 사용되는 SATA 3.0 표준보다 빠른데, SATA 3.0은 최대 6Gbps를 지원한다. UFS 2.0 메모리는 eMMC와 비교해 순차 읽기 성능은 3배, 임의의 읽기 속도는 2배 더 빠르다.
2015년 1월, 삼성전자는 128GB UFS를 세계 최초로 양산했다.
2016년 2월 26일, 삼성전자는 256GB UFS를 세계 최초로 양산했다. 국제 반도체표준화 기구 제덱(JEDEC)의 최신 내장메모리 규격인 'UFS 2.0' 인터페이스를 적용했으며, 고성능 마이크로SD 카드보다 연속읽기 속도 기준 9배 빠르고 노트북PC용 보급형 SSD보다도 2배 가까이 빠르다.
2016년 초당 전송속도 1.2GB인 내장형 UFS 제품(UFS 2.0/2.1)은 2018년 상반기 중 초당 2.4GB의 버전 3.0으로 업그레이드 되었다.
2019년 2월 27일, 삼성전자는 역대 최고 속도의 차세대 모바일 메모리 '512GB eUFS 3.0'을 세계 최초로 양산한다고 밝혔다. eUFS 3.0 제품은 기존 eUFS 2.1 보다 2배 이상 빠른 2100MB/s의 연속읽기 속도를 구현한다. 이는 대부분의 노트북에 내장된 SATA 3.0 SSD보다 약 4배, 마이크로 SD 카드보다는 20배 이상 빠른 속도다. 풀HD 화질 영화 한 편(약 3.7GB)을 3초 만에 보낼 수 있다는 속도다.

## 저전력
UFS가 저전력을 구현하는 원리는 인텔이 2013년 출시한 4세대 프로세서 하스웰의 원리와 비슷하다. 구동 중일 때는 eMMC보다 많은 전력을 사용해 성능을 극대화하지만, 대기 상태에서는 더 낮은 전력 사용을 통해 배터리 수명을 늘리게 된다.
최근 IT 업계는 기존의 PC가 아닌 모바일 시장이 급성장했으며, 모바일 기기에서는 저전력 메모리 기술이 매우 중요하다. 기존의 SD 카드 등은 PC를 기반으로 한 것이어서 전력 사용량이 많으며, 이것을 모바일 기기에서 사용해 왔는데, 배터리 수명이 짧아지는 문제점이 있었다.

## UFS 카드
2016년 3월 30일 JEDEC는 UFS 카드 확장 표준 버전 1.0을 출판하였다.
2016년 7월 7일 삼성은 32, 64, 128, 256 GB의 스토리지 용량의 UFS 카드를 최초로 선보였다. 이 카드들은 UFS 1.0 카드 확장 표준에 기반을 둔다. 256 GB 버전은 연속 읽기 성능이 초당 최대 530 MB, 연속 쓰기 성능은 초당 최대 170 MB, 랜덤 성능의 경우 40,000 읽기 IOPS와 35,000 쓰기 IOPS를 보인다.

## 지원기기
갤럭시 S10은 UFS 2.1을 지원한다. 갤럭시 노트 10은 UFS 3.0을 지원한다.

## 같이 보기
- 메모리 카드
- 솔리드 스테이트 드라이브
- NVM 익스프레스